# Smalsjön, Ångermanland
Smalsjön är en sjö i Nordmalings kommun i Ångermanland och ingår i Leduåns huvudavrinningsområde.